# Banda Magníficos

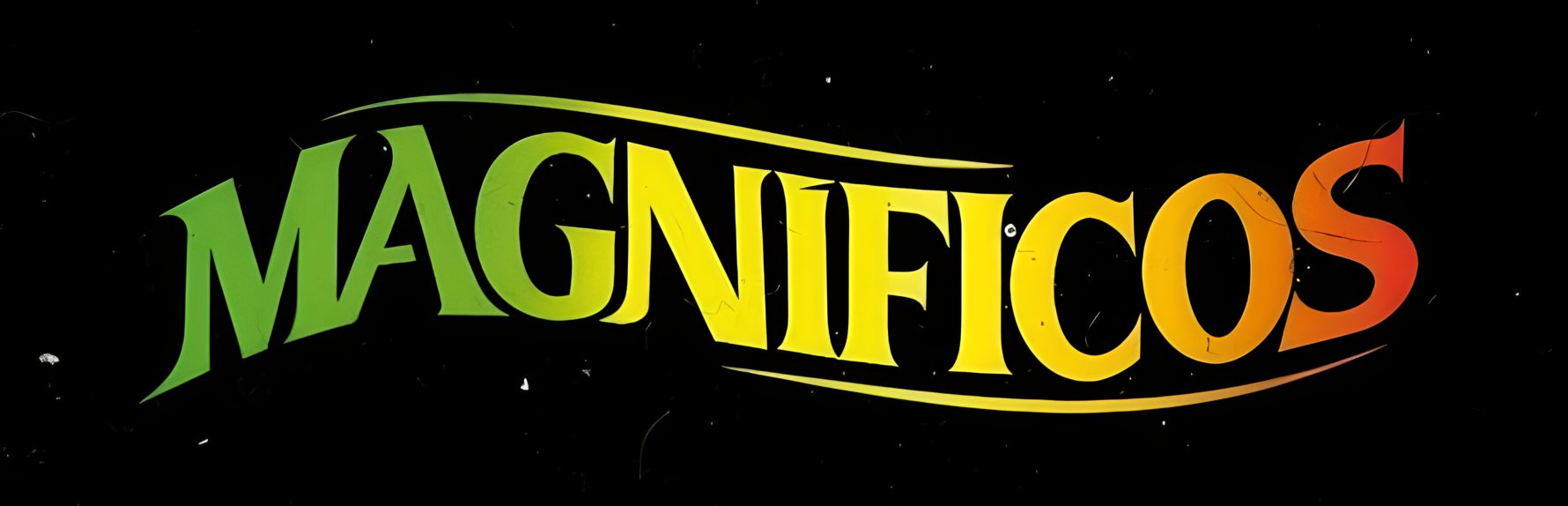
Logo von Banda Magnificos

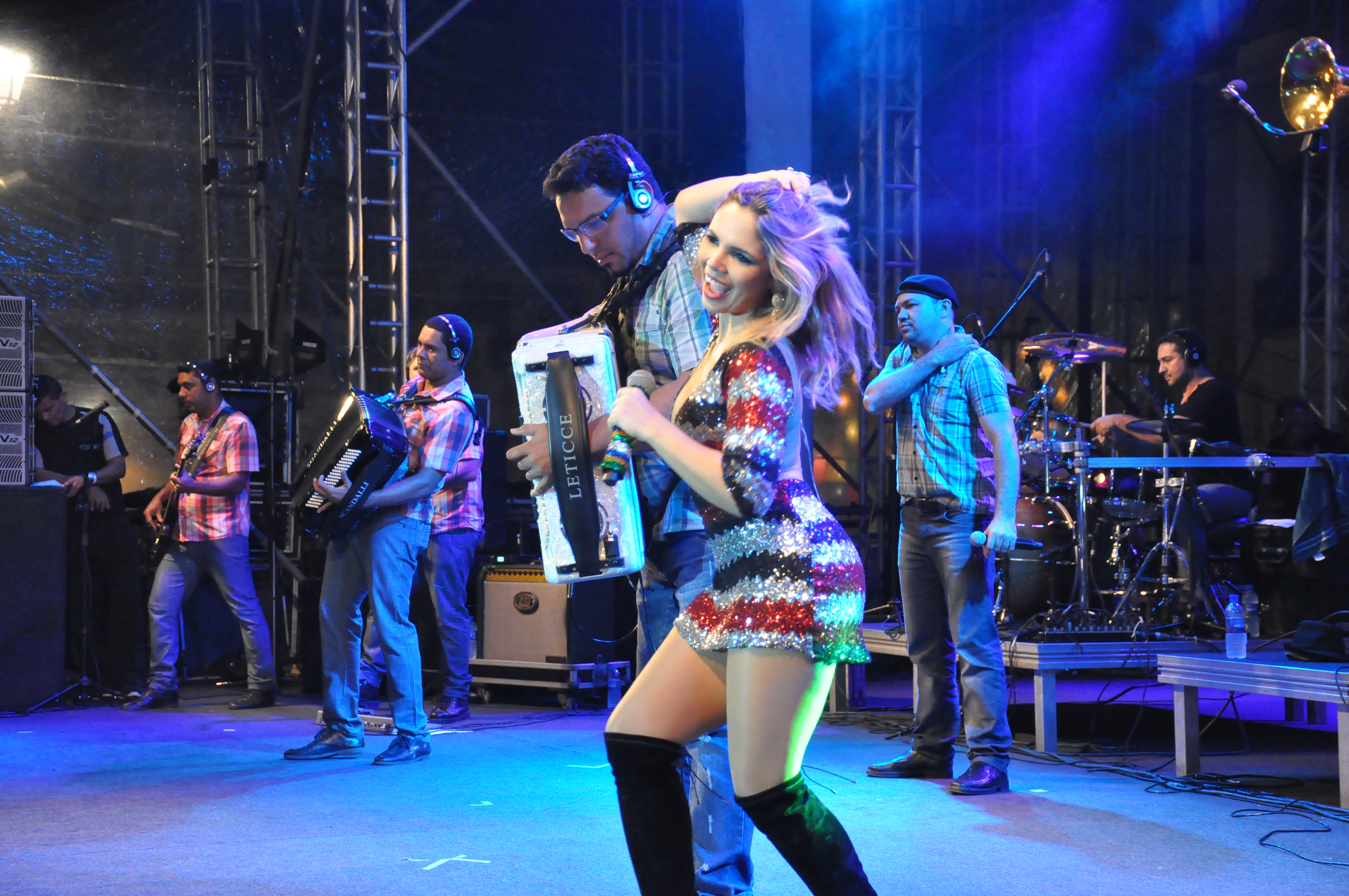
Banda Magnificos

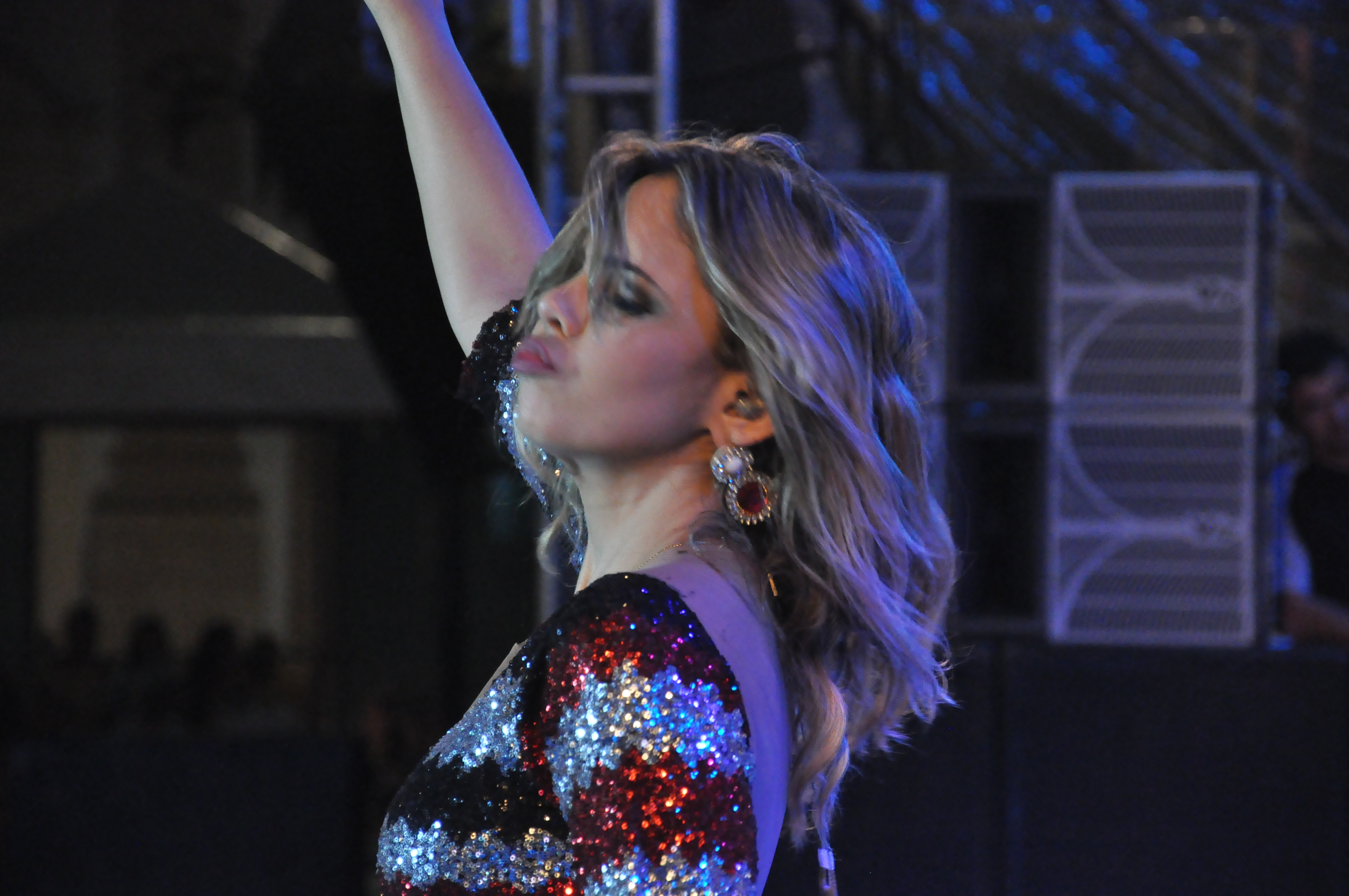
Sängerin von Banda Magnificos

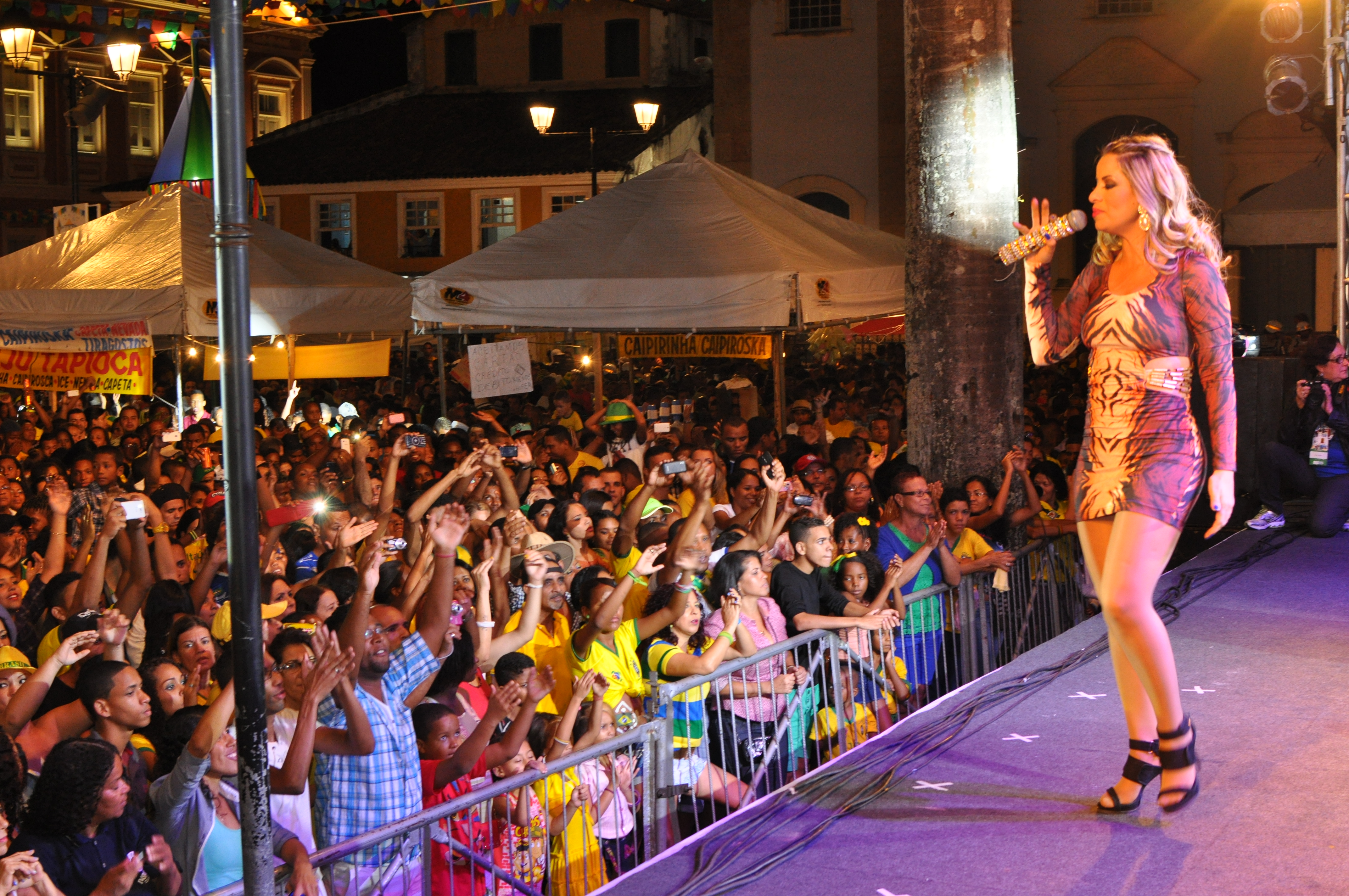
Auftritt von Banda Magnificos

Banda Magníficos ist eine bekannte Forró-Gruppe der Stilrichtung Forró eletrônico aus dem Nordosten Brasiliens, die im Jahr 1995 in der Stadt Monteiro im Inneren des Bundesstaates Paraíba gegründet wurde. In den über 20 Jahren ihres Bestehens wurde die Band mit Hits wie Me Usa, Apaixonada, Verdadeiro Amor, É Chamego ou Xaveco? (Ist das kuscheln oder anmachen?), Sonhar, Carta Branca, O Encanto, Grande Amor da Minha Vida, Cristal Quebrado, Tentando Me Evitar, Telefone Fora de Área, Fonte dos Desejos, Frente a Frente, Fora de Mim, De Bandeija, Animal Faminto (hungriges Tier), Essa Paixão Virou Chiclete, Só Depende de Nós, Ninguém Me Quer und Super Herói zu einer der bekanntesten Vertreterin des tanzbaren Forrós.
Der Erfolg von Banda Magníficos beruhte auf einer Interpretation romantischer Forróthemen, Liedern mit für den Forró typischen hingebungsvollen, sinnlichen bis frivolen Texten und erreichte auf dem Höhepunkt ihrer Karriere Verkaufszahlen von acht Millionen Tonträgern. Diverse Alben wurden mit der klassischen Formation der Künstler Walkyria Santos, Neno und Luciene Melo in den Jahren 1996 bis 2000 mit Preisen wie Gold, Platin und Doppelplatin ausgezeichnet. Im Laufe der Zeit wandelte sich das Bild der Band durch Einfluss der Sängerin Sâmya Maia. Derzeit nehmen Fernando Frajola und Ohara Ravick die Rolle der Lead Vocals ein.

## Bandgeschichte
Banda Magníficos hat ihren Ursprung in Monteiro-PB, als José Inácio da Silva „Jotinha“ von seinem Vater in den 1990er Jahren ein Akkordeon als Geschenk erhielt, auf dem er Lieder wie Asa Branca und Mulher Rendeira einstudierte. Zusammen mit den Brüdern Josivaldo, Van und „Neno“ spielten sie auf Partys, Festivitäten und kleineren Stadtsälen. Vor ihrer künstlerischen Karriere arbeiteten die Brüder schon im Alter von acht Jahren als Schuhputzer und Eisverkäufer auf den Jahrmärkten der Umgebung. „Jotinha“ bekam mit 15 Jahren eine Stelle als Praktikant in der lokalen Zweigstelle der Banco do Brasil von Monteiro, was ihm ermöglichte, eine Investition für den Einstieg in eine professionelle Musikkarriere zu tätigen. Mit steigender Nachfrage wuchs die Band und konnte weitere Musiker einstellen.
Banda Magníficos wurde zu einer lokalen Marke im Musikgeschäft.
1995 veröffentlichte Banda Magníficos ihre erste Independent-CD mit dem Titel Todo Dia Te Querer, deren Flaggschiff das Lied Amor para Sempre (Liebe für immer) war. Aufgrund anfänglicher Schwierigkeiten wurde die CD zunächst nur auf regionalen Radiosendern in Paraíba ausgestrahlt.
Im folgenden Jahr wurde die zweite CD Meu Tesão é Você veröffentlicht, die im gesamten Nordosten zu einem großen Erfolg wurde und sich über 200.000 Mal verkaufte. Meu Tesão é Você (Meine Wolllust/Geilheit bist Du) weckte das Interesse des Labels Sony Music, welches die Band engagierte.
1997 veröffentlichte Banda Magníficos über Sony Music ihre dritte CD mit dem Titel Me usa (Benutz mich) und wurde für einen Verkauf von über 500.000 Exemplaren mit dem Preis Double Platinum Disc ausgezeichnet. Im selben Jahr kam die neue Sängerin Luciene Melo hinzu und bildet zusammen mit Walkyria und Neno ein Stimmentrio, welches die Band prägte.
Von 1998 bis 2003 erschienen folgende CDs: Fonte dos Desejos (Quelle der Begierden), Magníficos ao Vivo (1998), Frente a Frente (1999), Magníficos 2000, Tô no Ponto (2001), Ao Vivo & Inéditas (2002) und O Encanto (2003). Während dieser Zeit brach die Band mit Sony Music, begann unabhängig zu agieren und auch die Besetzung der Sänger erfuhr Veränderungen. Banda Magníficos trat mit einem Gesangsquartett auf. Im Jahr 2002 verließ Luciene die Band, um eine Solokarriere zu verfolgen und wurde durch Simone Lessa ersetzt. 2003 wechselte Aduílio Mendes mit Ery Carlos den Platz der Frontsänger.
Unter Beibehaltung ihrer Charakteristik veröffentlichte die Gruppe die CD É Chamego Ou Xaveco?, die unter Kritikern als eine der besten ihrer Diskographie galt. „Der Erfolg seiner Karriere zeigt sich in den Präsentationen, bei denen das Publikum im Chor singt. Ihre Fans kennen die Lieder von der ersten bis zur neuesten CD.“, erklärte der Bandmanager. Nach der Veröffentlichung dieses Albums verließen Neno und Simone die Band im selben Zeitraum und 2006 kehrte Juarez Jr. von der Forrógruppe Mastruz com Leite zurück.
2005 veröffentlichte die Band die DVD Uma História de Sucesso (Eine Geschichte des Erfolges), die erste von Magníficos, die auch auf CD erschien. Auf dieser ersten DVD präsentiert die Band ihre gesamte Erfolgsgeschichte seit Beginn ihrer Karriere in der Stadt Monteiro-PB bis heute. Die DVD Uma História de Sucesso wurde in der Chevrolet Hall in Recife-PE, einem der größten Veranstaltungsorte Brasiliens, aufgenommen. Die DVD enthält unveröffentlichte Bilder und Zeugnisse, gemischt mit Choreografien, Effekten, Licht und Tonspuren, sowie eine musikalische Auswahl von Me usa bis É Chamego ou Xaveco? und viele andere Erfolge aus der Karriere der Band.
2006 veröffentlichte die Band ihr Album mit dem Titel A Preferida do Brasil. Für diese CD setzte die Band stark auf tanzbare und vibrierenden Rhythmen des stilisierten Forró und entschied sich für das Thema Romantik, ein Markenzeichen von Magníficos. Das Repertoire dieser neuen CD wurde mit großer Sorgfalt und Liebe ausgewählt, da es sich um ein Produkt handelt, das ausschließlich dafür geschaffen wurde, neue Fans zu erobern und die Menschen, die uns schon lange begleiten, angenehm zu bedienen, sagte der Unternehmer und Talentmanager „Jotinha“ und fügte hinzu, dass neben den Liedern auch eine innovative und unvergessliche Sondershow der Band produziert wurde. Das Album markiert nach fünf Jahren Solokarriere die Rückkehr der Sängerin Walkyria zur Band.
Im folgenden Jahr 2007 veröffentlichte die Band das 14. Album Essa Paixão Virou Chiclete (Diese Leidenschaft hat sich in Kaugummi verwandelt). Mit der gleichnamigen Musik wie dem Flaggschiff der CD, in den Ohren leidenschaftlicher Forrozeiros ein angenehmer Klang mit der Stimme von Sängerin Sâmya Maia. Für dieses Jahr wurde auch der Clip Essa Paixão Virou Chiclete produziert, eine „Superproduktion“, welche die Musikwelt überraschte. Das Video auf YouTube wurde allein in der ersten Woche über 5.000 Mal aufgerufen.
2008 kam das Album Telefone Fora de Área (Telefon außerhalb der Leitung), eine Mischung aus Forró und Arrocha, auf den Markt. Bei diesem Album waren auch andere Gruppe wie Chimbinha oder Grupo Calypso beteiligt. Jotinha buchte für diese Aufnahme erneut die Chevrolet Hall in Recife und entwickelte sich durch starken Publikumsandrang zu einer großen Megaveranstaltung.
Mittlerweile hat Banda Magníficos eine so starke Strahlkraft, um auch mit Künstlern wie Wesley Safadão, Banda Calypso, Saia Rodada, Capim Cubano, Arreio de Ouro, Bichinha Arrumada und Geraldinho Lins aufzutreten. Auf Tourneen, bei denen Banda Magníficos Zuschauerrekorde aufstellt, tritt sie mit Größen wie Bruno & Marrone, Zezé di Camargo & Luciano, Victor & Léo, Roupa Nova, Fábio Júnior, Elba Ramalho, Fagner und Zé Ramalho auf.
In dem Projekt O Maior Encontro do Forró arbeitete Banda Magníficos mit den Gruppen Mastruz com Leite und Limão com Mel zusammen.

## Songtext
Me usa

## Musiker

### Musiker auf dem AlbumMe usa
- Leadsänger: Walkiria
- Leadsänger: Luciene Melo und Neno
- Backgroundgesang: Dôra und Robson
- Accordeon: Jotinha
- Kontrabass: Josivan
- Schlagzeug: Toinho
- Schlagzeug: Gilcélio
- Saxophon: Edson Medeiros und Marquinhos
- Posaune: Flávio
- Trompete: Enok
- Gitarre: João Souza
- Keyboards: Vavá Dias
- Triangel: Quartinha[7]

### Gesang im Laufe der Bandgeschichte
- „Jotinha“ José Inácio da Silva: Sänger, Bandleader und Produzent. Bandzugehörigkeit 1995 bis 1996
- „Neno“ Josenildo Inácio da Silva: Bandzugehörigkeit 1995 bis 2004 und 2010 bis 2014
- Walkyria Santos: * 1978 in Monteiro-PB[8][9]. Bandzugehörigkeit 1995 bis 2000 und 2006 bis 2014
- Luciene Melo: aus Aracajú, Sergipe. Bandzugehörigkeit 1996 bis 2002
- Aduílio Mendes: Bandzugehörigkeit 2001 bis 2003
- Simone Lessa: Bandzugehörigkeit 2002 bis 2004
- Ery Carlos: Bandzugehörigkeit 2003 bis 2006
- Max David: Bandzugehörigkeit 2007 bis 2009
- Juarez Jr.: Bandzugehörigkeit 2004 bis 2012
- Adma Andrade: Bandzugehörigkeit 2014 bis 2017
- Gui Torres: Bandzugehörigkeit 2014 bis 2015
- Neto Falaschi: Bandzugehörigkeit 2015 bis 2016
- Sâmya Maia: aus Fortaleza, Ceará.[10] Bandzugehörigkeit 2000 bis 2018

## Diskografie

### Studioalben
- Todo Dia Te Querer (1995)
- Meu Tesão é Você (1996)
- Me Usa[11] – 2× Platin (1997)
  - Me Usa
  - Adoro
  - Apaixonada
  - Sonhar
  - Arrependido
  - Mão No Fogo
  - Quero Ter Você Pra Mim
  - Pássaro Livre
  - Momentos De Paixão
  - Mundo De Prazer
  - Distante De Você
  - Vidas Iguais
  - Chamego
  - Volte Pra Mim
  - Basta Se Querer
- Fonte dos Desejos – Ouro (1998)
- Frente á Frente – Ouro (1999)
- Magníficos 2000 (2000)
- Tô no Ponto (2001)
- O Encanto (2003)
- É Chamego ou Xaveco? (2004)[12]
- A Preferida do Brasil (2006)
- Essa paixão virou Chiclete (2007)
- Telefone Fora de Área (2008)
- Do Jeito Que Você Merece (2015)
- Vaga 52 (2017)
- Saudade Também Chorava (2018)

### Livealben
- Magníficos Ao Vivo Ouro (1998)
- Magníficos Ao Vivo e Inéditas (2002)
- Uma história de sucesso[13]
- A Preferida Ao Vivo (2009)
- Magníficos Promocional (2010)
- O Primeiro Beijo (2012)
- Top 25 Ao Vivo E Inéditas (2015)
- Tour 2016 (2016)

### Kompilationen
- Os Melhores Sucessos (1999)
- Vinteum:21 Grandes Sucessos (2000)
- Super Seleção (2015)
- As Dez Mais (2016)
- Verão (2017)
- Edição Especial (2018)